# Eois encina
Eois encina är en fjärilsart som beskrevs av Paul Dognin 1899. Eois encina ingår i släktet Eois och familjen mätare. Inga underarter finns listade i Catalogue of Life.